# Patinatge de velocitat als Jocs Olímpics d'hivern de 1956
Als Jocs Olímpics d'Hivern de 1956 celebrats a la ciutat de Cortina d'Ampezzo (Itàlia) es disputaren quatre proves de patinatge de velocitat sobre gel, totes elles en categoria masculina.
Les proves es realitzaren entre els dies 28 i 31 de gener de 1956 al llac Misurina, sent aquesta edició l'última vegada en la qual aquesta competició es realitzà sobre gel natural.

## Resum de medalles
| Prova             | Or               | Argent           | Bronze           |
| 500 m. Detalls    | Yevgeny Grishin  | Rafael Gratsch   | Alv Gjestvang    |
| 1.500 m. Detalls  | Yevgeny Grishin  | No es concedí    | Toivo Salonen    |
| 1.500 m. Detalls  | Yuri Mikhaylov   | No es concedí    | Toivo Salonen    |
| 5.000 m. Detalls  | Boris Shilkov    | Sigvard Ericsson | Oleg Goncharenko |
| 10.000 m. Detalls | Sigvard Ericsson | Knut Johannesen  | Oleg Goncharenko |

## Medaller
| Posició | País           | Or | Argent | Bronze | Total |
| 1       | Unió Soviètica | 4  | 1      | 2      | 7     |
| 2       | Suècia         | 1  | 1      | 0      | 2     |
| 3       | Noruega        | 0  | 1      | 1      | 2     |
| 4       | Finlàndia      | 0  | 0      | 1      | 1     |
|         |                |    |        |        |       |
| Total   | Total          | 5  | 3      | 4      | 12    |